# اولشانگتسا (استان پودکارپاتسکیه)
اولشانگتسا (به لهستانی:  Olszanica) یک روستا در لهستان است که در گمینا اولشانگتسا واقع شده‌است. اولشانگتسا ۱٬۱۰۰ نفر جمعیت دارد.

## نگارخانه

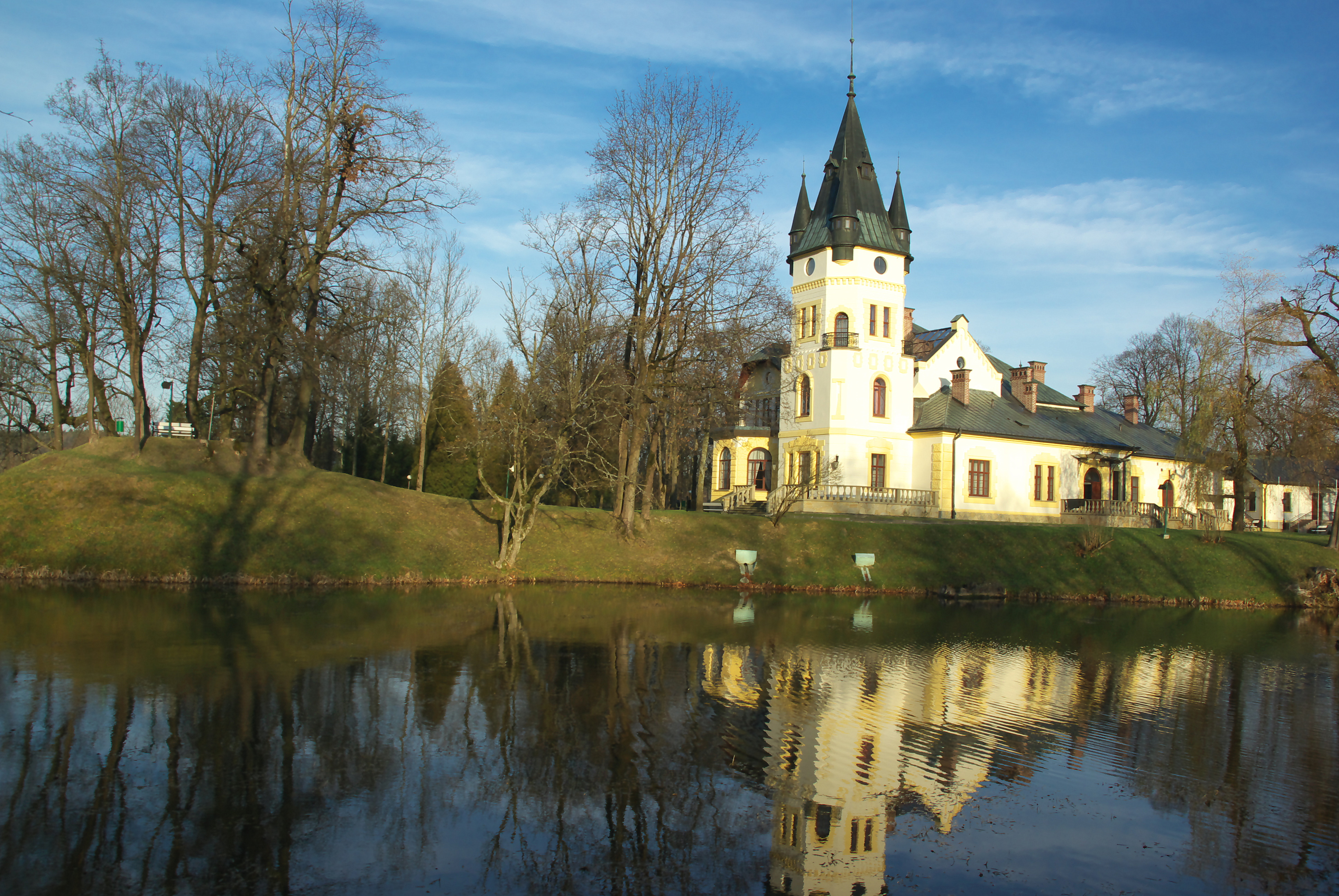
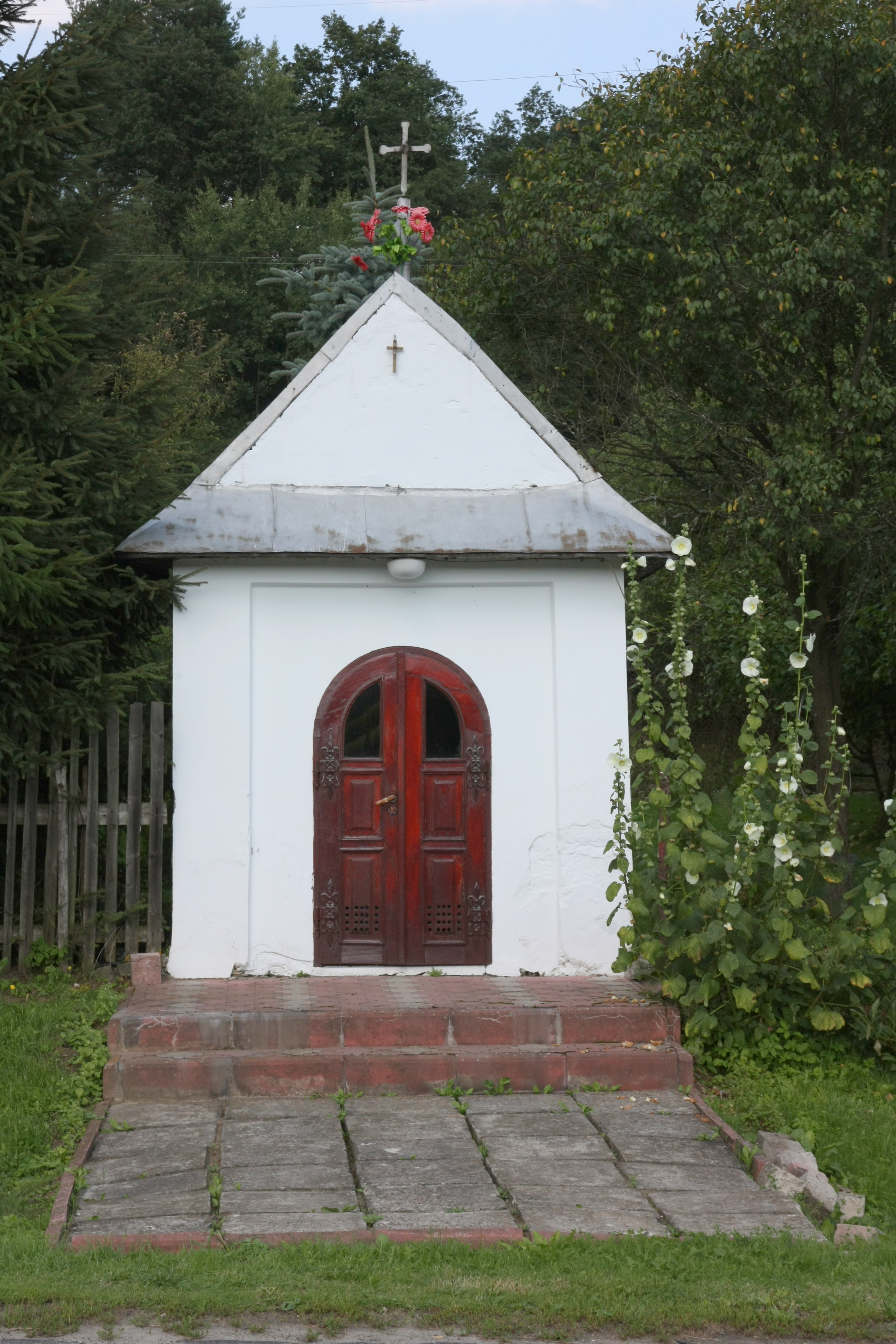
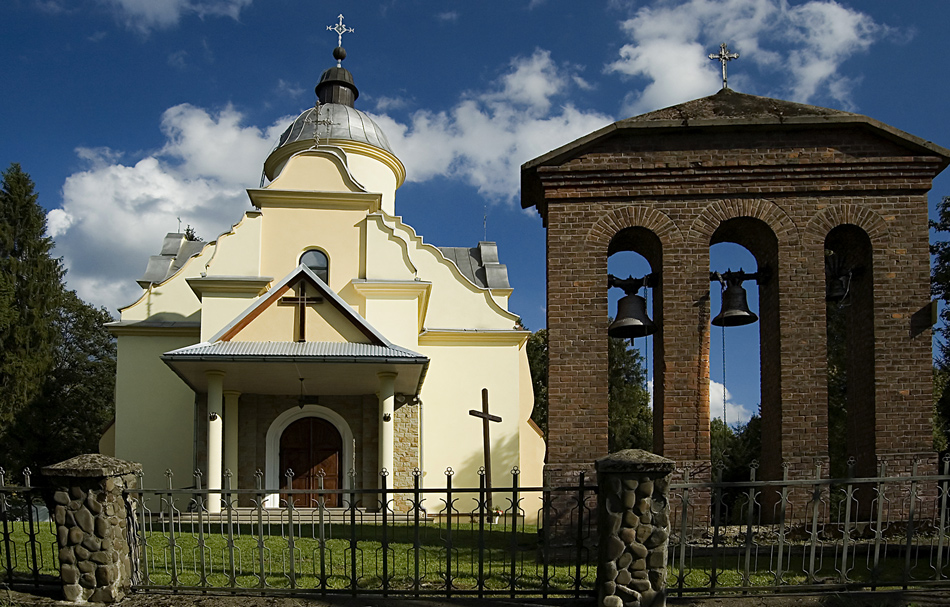